# مقر الكنيس اليهودي سابقا

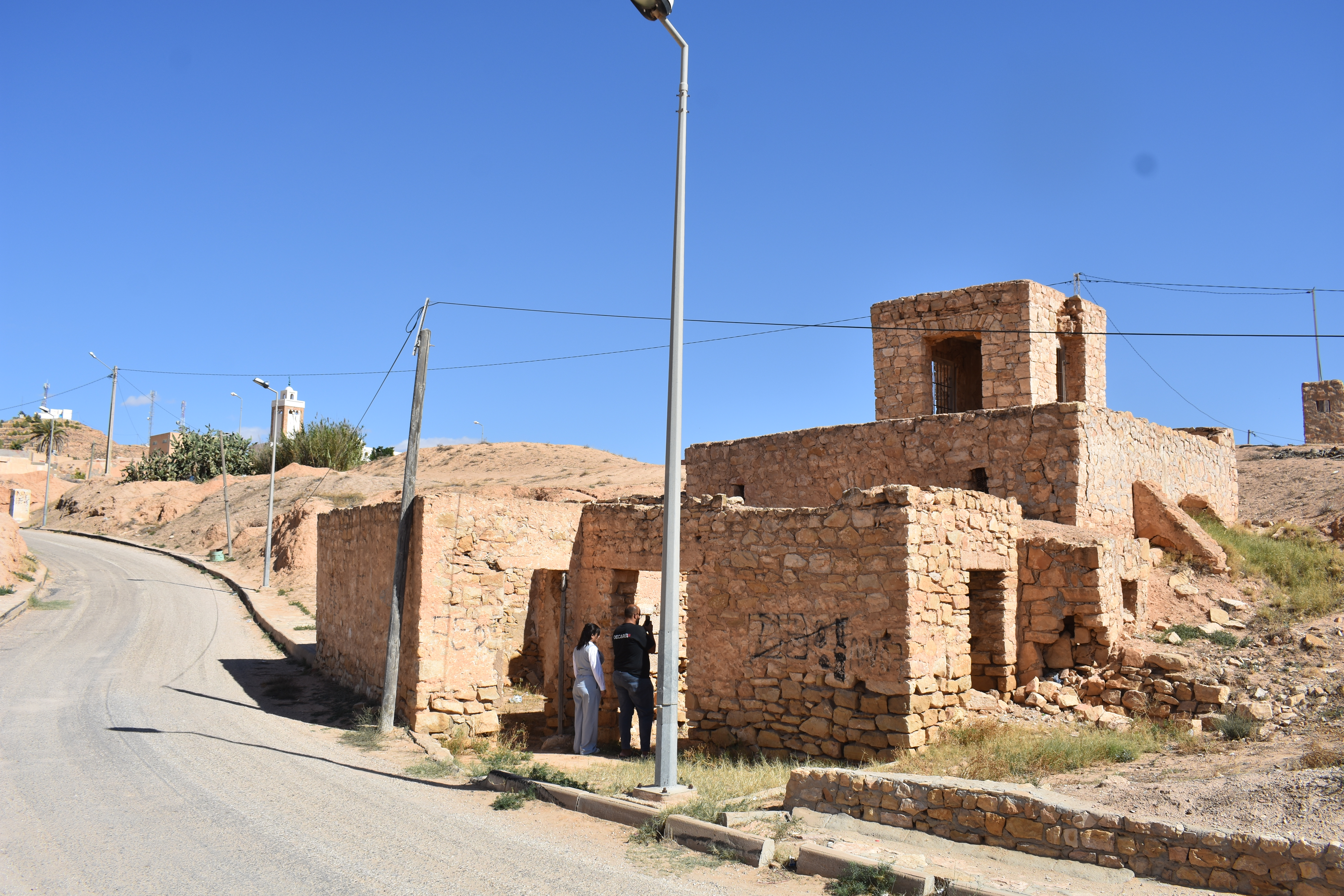

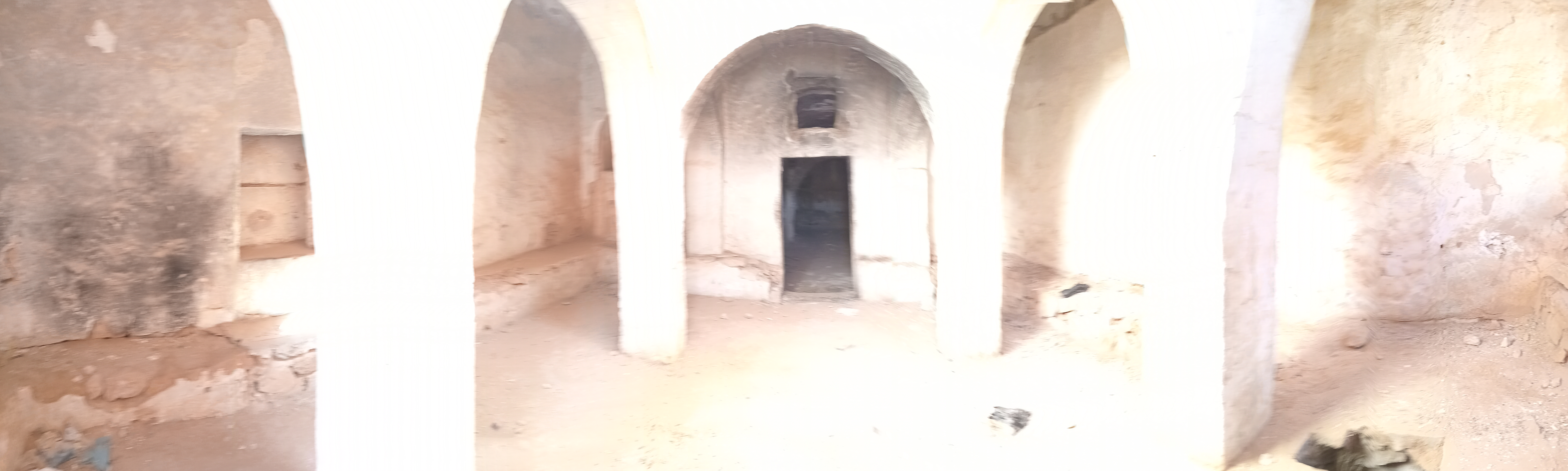

 مقر الكنيس اليهودي سابقا هو معلم أثري تونسي مصنف من المعهد الوطني للتراث يقع في ولاية قابس في الجنوب الشرقي التونسي، تحديدا في مدينة مطماطة القديمة صُنِّف المعلم في يوم 26 يناير عام 2024.

## مقالات ذات صلة
- قائمة المعالم الأثرية المصنفة في تونس